# Калуджероваць (Перушич)
44°39′ пн. ш. 15°19′ сх. д. / 44.65° пн. ш. 15.31° сх. д.
Калуджероваць (хорв. Kaluđerovac) — населений пункт у Хорватії, у Лицько-Сенській жупанії у складі громади Перушич.

## Населення
Населення за даними перепису 2011 року становило 24 осіб.
Динаміка чисельності населення поселення:

## Клімат
Середня річна температура становить 8,67 °C, середня максимальна – 22,64 °C, а середня мінімальна – -7,33 °C. Середня річна кількість опадів – 1243 мм.
| Клімат поселення                              | Клімат поселення | Клімат поселення | Клімат поселення | Клімат поселення | Клімат поселення | Клімат поселення | Клімат поселення | Клімат поселення | Клімат поселення | Клімат поселення | Клімат поселення | Клімат поселення | Клімат поселення |
| Показник                                      | Січ.             | Лют.             | Бер.             | Квіт.            | Трав.            | Черв.            | Лип.             | Серп.            | Вер.             | Жовт.            | Лист.            | Груд.            |                  |
| Середній максимум, °C                         | 5,74             | 7,19             | 10,61            | 14,52            | 19,14            | 22,52            | 22,64            | 22,30            | 18,17            | 13,77            | 8,50             | 4,75             |                  |
| Середня температура, °C                       | −0,8             | 0,66             | 4,07             | 7,99             | 12,60            | 15,98            | 18,21            | 17,86            | 13,73            | 9,33             | 4,06             | 0,31             |                  |
| Середній мінімум, °C                          | −7,33            | −5,87            | −2,46            | 1,45             | 6,07             | 9,45             | 13,77            | 13,44            | 9,30             | 4,89             | −0,39            | −4,12            |                  |
| Норма опадів, мм                              | 93               | 92               | 91               | 98               | 89               | 88               | 56               | 77               | 126              | 143              | 162              | 128              |                  |
| Середньомісячна швидкість вітру, м/с          | 2.29             | 2.43             | 2.64             | 2.56             | 2.35             | 2.16             | 2.14             | 2.04             | 2.14             | 2.26             | 2.53             | 2.53             |                  |
| Середньомісячна сонячна радіація, кДж/м²·день | 4506             | 7229             | 10664            | 15193            | 19312            | 21124            | 23134            | 19862            | 14624            | 9322             | 4876             | 3765             |                  |
| --------------------------------------------- | ---------------- | ---------------- | ---------------- | ---------------- | ---------------- | ---------------- | ---------------- | ---------------- | ---------------- | ---------------- | ---------------- | ---------------- | ---------------- |
| Джерело:                                      |                  |                  |                  |                  |                  |                  |                  |                  |                  |                  |                  |                  |                  |